# Jacques Ledoux
Pour les articles homonymes, voir Ledoux et Jacques Ledoux (homonymie).
Jacques Ledoux, né le 26 octobre 1921 à Varsovie et mort le 6 juin 1988 à Bruxelles, est un spécialiste belge du cinéma, conservateur de la cinémathèque royale de Belgique de 1948 à 1988, et fondateur du Musée du cinéma de Bruxelles en 1962.

## Biographie

### Enfance
Jankiel Mendel Silberberg naît à Varsovie, le 26 octobre 1921.

### Cinémathèque royale de Belgique
Cinéphile depuis sa plus tendre enfance (en 1936, il assiste à la projection d'Un chien andalou et de L'âge d'or de Luis Buñuel dans le cadre du Club de l'écran, ciné-club fondé en 1931 par André Thirifays qui présente une programmation audacieuse), il s'associe en 1941 à la Cinémathèque royale de Belgique, fondée en 1938 par Pierre Vermeylen, Henri Storck et André Thirifays. Il offre une copie du film Nanouk l'Esquimau, découverte durant la guerre dans les greniers de l'abbaye de Maredsous. Il contribue, par son dynamisme, au développement de la cinémathèque, qui sous sa conduite devient l'une des plus importantes au monde, ainsi que le précise Gabrielle Claes : « Oh, la vie n'était pas toujours rose, et quelquefois l'un de nous se révoltait. mais en même temps, nous étions fiers : Ledoux avait créé l'une des meilleures cinémathèques au monde et nous, nous en faisions partie. ». Il était animé d'un grand esprit d'ouverture et souhaitait conserver aussi bien les films d'Erich von Stroheim que des œuvres de série B ou des films de karaté.
Lorsqu’un film étranger arrivait en Belgique pour y être projeté dans un festival, Jacques Ledoux envoyait rapidement avant la projection les bobines dans un laboratoire clandestin pour en faire des doubles pirates et compléter sa collection. L'existence de ce laboratoire secret n’a été révélée que lors de l’entrée en fonction de sa successeure Gabrielle Claes, à la fin des années 1980.

### EXPRMNTL
Il crée, en 1949 — dans le cadre du très officiel 2e « Festival mondial du film et des beaux-arts » — la première et la plus ambitieuse manifestation dévolue au cinéma expérimental : le Festival international du cinéma expérimental qui se tint à Knokke-le-Zoute. Appelé initialement Festival international du film expérimental et poétique, il prend sa dénomination définitive en 1958 : EXPRMNTL. Ce festival connaît cinq éditions : en 1949, 1958 (celle-ci déplacée provisoirement à Bruxelles), 1963, 1967 et 1974.

### Fédération internationale des archives du film
Nommé en 1961 comme secrétaire-général de la Fédération internationale des archives du film, Ledoux occupe ce poste jusqu'en 1977.

### Musée du cinéma de Bruxelles
En 1962, il crée avec l'architecte Constantin Brodzki et le plasticien et designer Corneille Hannoset (proche du mouvement artistique CoBrA), un Musée du cinéma (devançant, ainsi, Henri Langlois) où tout porte sa marque de perfectionniste. L'unité stylistique, du graphisme du programme jusqu'aux portes en passant par les sièges ou le distributeur d'eau, est harmonieuse. Il consacre une salle à la projection des films muets avec accompagnement au piano comme cela se faisait souvent à l'époque dans les salles de quartier (les projections plus prestigieuses bénéficiaient d'un orchestre respectant une partition ou des indications précises), voulant, ainsi, insister sur l'importance de ce type de cinéma pour la formation du goût du public. À sa destruction en juillet 2006, cette salle de cinéma était la dernière au monde à ne pas être équipée de son.

### Prix de l'Âge d'or
Avec René Micha, Jacques Ledoux a créé le Prix de l’Âge d’or qui récompense un film qui « par l’originalité, la singularité de son propos et de son écriture, s’écarte délibérément des conformismes cinématographiques. »

### Aide aux jeunes cinéastes
Jacques Ledoux incite les jeunes cinéphiles (Roland Lethem, Noël Godin, Jean-Marie Buchet, Philippe Simon, David McNeil, Jean-Pierre Bouyxou, Patrick Hella, Robbe De Hert, Julien Parent, Michel Laitem, principalement) qui fréquentent les projections de la cinémathèque royale à s'exprimer cinématographiquement en leur procurant gratuitement de la pellicule. Les films sont ensuite projetés au festival international de Knokke.

### Apparitions au cinéma
- En 1962, Jacques Ledoux joue un petit rôle dans deux films importants : dans La Jetée de Chris Marker (rôle de l'expérimentateur) et dans Cléo de 5 à 7 d'Agnès Varda (rôle d'un homme au bar).
- The end (1982) de Richard Olivier. Court métrage de douze minutes. Évocation de l'époque révolue des cinémas de quartier bruxellois, en partie consacré à l'un des derniers exploitants en activité, Pierre Gueulette, homme à tout faire du Movy Club à Forest, suivi par un entretien avec Jacques Ledoux.
- En 1986, le cinéaste Eric de Kuyper réalise un portrait de Jacques Ledoux pour la BRT (11 minutes).

### Vie privée et mort
Juif, Jacques Ledoux fuit pendant la Seconde Guerre mondiale en France où il rencontre Sabine Pelc qui restera sa compagne jusqu'à sa mort. Sa mère, son frère et sa sœur sont enterrés vivants dans un abri. Il est arrêté et déporté à Auschwitz d'où il s'évade.
Il meurt d'un cancer le 6 juin 1988 à Bruxelles, à l'âge de 66 ans.

## Hommage posthume
Jacques Ledoux reçoit le Prix Erasme qui lui est attribué à titre posthume le 16 novembre 1988 en reconnaissance de « son travail exemplaire » et « de son dynamisme illimité encourageant les nouvelles vagues dans la culture cinématographique ».